# Masthead Island
Masthead Island är en ö i Australien. Den ligger i kommunen Gladstone och delstaten Queensland, omkring 460 kilometer norr om delstatshuvudstaden Brisbane. Arean är 0,46 kvadratkilometer. Ön ligger på Masthead Island Reef. Den är en del av Capricorn Group.
Den sträcker sig 0,5 kilometer i nord-sydlig riktning, och 1,4 kilometer i öst-västlig riktning.
Genomsnittlig årsnederbörd är 1 216 millimeter. Den regnigaste månaden är januari, med i genomsnitt 306 mm nederbörd, och den torraste är september, med 22 mm nederbörd.